# Pronovias
Pronovias es una empresa española de confección de vestidos de novia fundada en Barcelona en 1922.

## Historia
Pronovias tiene su origen en ‘El Suizo’, una tienda especializada en encajes, bordados y tejidos de seda fundada en 1922 por Alberto Palatchi Bienveniste, que se instaló en Barcelona procedente de Turquía. La pequeña tienda llamada 'El Suizo' más tarde se transformó en un taller, San Patrick.

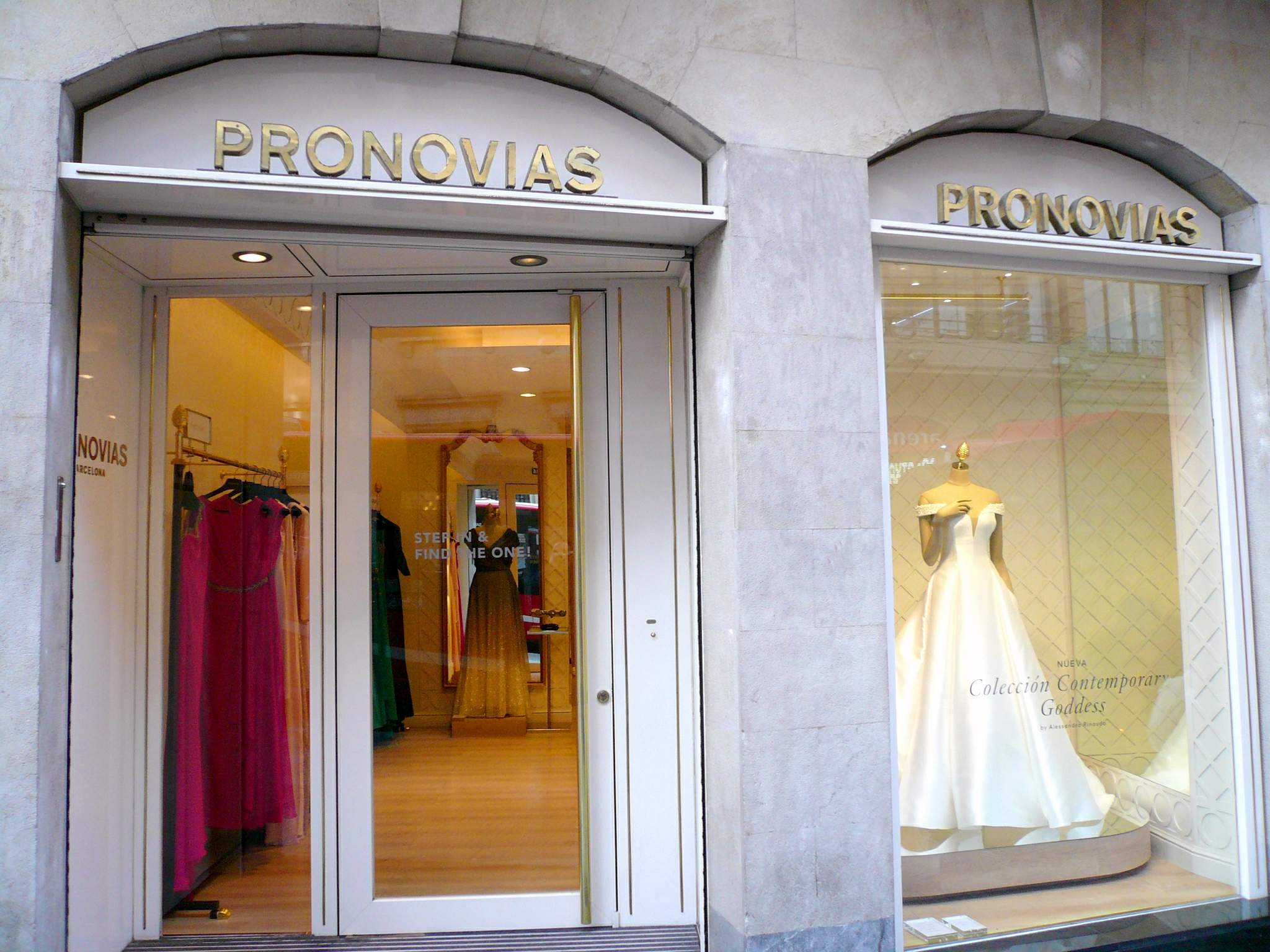
Tienda de Pronovias en Bilbao

En 1964 la empresa inicia una nueva etapa. Comienza abriendo tiendas en Barcelona y en otros puntos de España y se lanza a vestir las novias prét à porter. En 1969, Alberto Palatchi, hijo del fundador de la empresa, fue nombrado director general y la empresa tomará un nuevo rumbo. Junto con su esposa, Susana Gallardo, impulsa y moderniza la firma hasta convertirla en una de las empresas de moda de novia más importantes del mundo. Además Alberto Palatchi, armador y empresario de éxito, se convirtió en un inversor de Sicavs con dos fondos de inversión muy rentables.

### St. Patrick
En 1964, Pronovias presenta su primera colección de vestidos de novia prêt-a-porter bajo la marca St. Patrick. Cuatro años después, en 1968 se abren las primeras tiendas Pronovias y se realiza el primer desfile de la marca en la tienda de la calle Paseo de Gracia de Barcelona. 
La década de 1980 es la de mayor impulso a la internacionalización de la marca. Se abren tiendas en Alemania, Francia, Reino Unido e Italia y comienza a tener presencia en Latinoamérica. Hacia 1990 aparece Pronovias Costura, en la calle Vía Augusta/Diagonal de Barcelona, un nuevo concepto de tienda donde se mezcla el prêt-a-porter con la más pura artesanía. 
De 2004 son las primeras colecciones bajo licencia de los diseñadores Hannibal Laguna, Lidia Delgado y Miguel Palacio, a las que se añadirán en 2016 las colecciones de Emanuel Ungaro, Badgley Mischka, Lorenzo Caprile, Valentino y Elie Saab. En 2008 se abre Pronovias en Nueva York en un edificio de 6 plantas situado entre 5th Avenue y Madison.

### Cambios societarios
La muerte del director creativo Manuel Mota en 2013 produjo cambios en la sociedad. Deja el Grupo, después de 7 años su director general, Juan Jesús Domingo, que ficha como Consejero Delegado del Grupo Mémora y se produce la salida de Borja Castresana (que pasa a Desigual) . También abandona la empresa Manuel Cano (que pasa como director general a Rosa Clará). En abril, Pronovias apuesta por Manuel Ehrensperger (procedente de Swarovski) como director general. La compañía incorpora también a Nikhil Nathwani como director global de retail y a Anaïs Durand, directora general de marketing, ambos procedentes de Swarovski, que son destituidos al cabo de unos meses.
En 2014, se nombra a Andrés Tejero Sala nuevo consejero delegado, en sustitución de Manuel Eshensperger, nombrado en 2013. En ese año (2014), la compañía familiar contaba con 200 tiendas (93 propias, y 107 franquicias) y tiene presencia en 103 países. En 2011 la cadena abrió tiendas en México DF, Santiago de Chile, Río de Janeiro, Sao Paulo, Tokio y Seúl, así como en Catar, Turquía, Arabia Saudí y Jordania.
En 2017, Pronovias es adquirida por 550 millones de euros por BC Partners.
Tras 5 años de gestión de BC Partners con Amandine Ohayon al frente, y tras adquirir Nicole Fashion Group, Ladybird y las licencias de Vera Wang y Marchesa, el grupo reduce su cifra de facturacion año tras año, consolidando algo más de 600 millones de facturación en 5 años y 500 millones de pérdidas, lo cual le arrastra a presentar un plan de reestructuración y cambio societario ante el Juzgado de Barcelona, para evitar la quiebra y desaparición definitiva del Grupo. 
Bain Capital y MV Credit, propietarios de la deuda mayoritaria de Pronovias, deciden convertir dicha deuda en capital y pasar a ser propietarios de Pronovias group. Desde septiembre de 2023 un nuevo equipo directivo lidera la compañía.

## Marcas
- Pronovias
- St. Patrick
- It’s My Party
- Les Accessories
- Elie Saab
- La Sposa
- Atelier Diagonal
- White One